# Terribly Stuck Up
Terribly Stuck Up  (o Lonesome Luke, He Does His Best) è un cortometraggio muto del 1915 diretto da Hal Roach. Interpretato da Harold Lloyd, fa parte della serie di comiche che hanno come protagonista il personaggio di Lonesome Luke.

## Produzione
Il film fu prodotto da Hal Roach per la Rolin Films (come Phunphilms).

## Distribuzione
Distribuito dalla Pathé Exchange, il film - un cortometraggio di una bobina - uscì nelle sale cinematografiche USA il 28 agosto 1915.